# Bliss (canção de Muse)
"Bliss" é uma canção da banda inglesa de rock alternativo Muse que está no álbum Origin of Symmetry (2001). A música foi lançada como single no Reino Unido em 20 de agosto de 2001.

## Composição
Matthew Bellamy disse que "Bliss" é sua música favorita "porque tem um toque de arpeggio e keyboards dos anos 80 que me lembra de uma música que eu ouvia quando era criança. Eu acho que copiei isso. Eu me lembro que era um tempo mais simples, um pouco mais prazeroso." A canção faz referência à canção "Vegas", música-tema do jogo eletrônico Top Gear (1992).

## Vídeo musical
O videoclipe apresenta Matt Bellamy de pé em uma saliência, em seguida, a música começa quando ele salta e começa a cair por um poço no espaço. O eixo parece estar em uma estação espacial possivelmente em um planeta abandonado, mas a tecnologia clara parece ser futurística e muito além do que existe atualmente. Os outros membros da banda podem ser vistos ao longo do vídeo assistindo Matt Bellamy enquanto ele cai em seus próprios pods ao longo do poço por onde Matt Bellamy está caindo. Quando a música atinge seu clímax, ele sai do poço para o espaço e em direção ao que parece ser uma nebulosa ou uma foto-esfera de uma estrela. Nesse ponto, a luz faz com que ele desapareça enquanto ele começa a se transformar em pó enquanto ele se aproxima de uma luz branca e a música desaparece.

## Lista de faixas
- CD1

1. "Bliss" – 4:36
2. "The Gallery" – 3:32
3. "Screenager" (Live) – 4:00
4. "Bliss" (Vídeo) – 4:36

- CD2

1. "Bliss" – 4:36
2. "Hyper Chondriac Music" – 5:30
3. "New Born" (Live) – 5:57

- Vinil

1. "Bliss" – 4:36
2. "Hyper Chondriac Music" – 5:30

## Tabelas musicais
| Paradas (2001)                 | Melhor posição |
| ------------------------------ | -------------- |
| Reino Unido (UK Singles Chart) | 22             |